# Campeonato Mundial de Natação em Piscina Curta de 2012 - 800 m livre feminino
A prova dos 400 metros nado livre feminino do Campeonato Mundial de Natação em Piscina Curta de 2012 foi disputado em 13 de dezembro em Istambul  na Turquia. Esta prova foi realizada em uma única fase, onde cada um nadou apenas uma vez. Os 8 melhores atletas nadaram  à noite, e os restantes nadaram na sessão da manhã. 

## Recordes
Antes desta competição, os recordes mundiais e do campeonato nesta prova eram os seguintes:
|    | Nome              | Nacionalidade | Tempo   | Local      | Data                   |
| -- | ----------------- | ------------- | ------- | ---------- | ---------------------- |
| WR | Camille Muffat    | França        | 8:01.06 | Angers     | 16 de novembro de 2012 |
| CR | Rebecca Adlington | Reino Unido   | 8:08.25 | Manchester | 10 de abril de 2008    |

## Medalhistas
| Ouro               | Prata             | Bronze             |
| Lauren Boyle (NZL) | Lotte Friis (DEN) | Chloe Sutton (USA) |

## Resultados
A prova ocorreu dia 13 de dezembro. 
| Colocação         | Bateria | Raia | Nome                        | Nacionalidade  | Tempo   | Notas |
| ----------------- | ------- | ---- | --------------------------- | -------------- | ------- | ----- |
| Medalha de ouro   | 4       | 7    | Lauren Boyle                | Nova Zelândia  | 8:08.62 | OC    |
| Medalha de prata  | 4       | 4    | Lotte Friis                 | Dinamarca      | 8:10.99 |       |
| Medalha de bronze | 4       | 3    | Chloe Sutton                | Estados Unidos | 8:15.53 |       |
| 4                 | 4       | 2    | Hannah Miley                | Grã-Bretanha   | 8:16.09 |       |
| 5                 | 4       | 5    | Erika Villaécija García     | Espanha        | 8:16.90 |       |
| 6                 | 4       | 1    | Rebecca Mann                | Estados Unidos | 8:19.27 |       |
| 7                 | 1       | 5    | Xu Danlu                    | China          | 8:22.88 |       |
| 8                 | 4       | 8    | Ellie Faulkner              | Grã-Bretanha   | 8:22.96 |       |
| 9                 | 4       | 6    | Melanie Costa               | Espanha        | 8:23.56 |       |
| 10                | 1       | 4    | Zhou Lili                   | China          | 8:25.19 |       |
| 11                | 3       | 5    | Marie Kamimura              | Japão          | 8:28.09 |       |
| 12                | 3       | 1    | Samantha Arevalo            | Equador        | 8:28.31 | NR    |
| 13                | 3       | 2    | Asami Chida                 | Japão          | 8:28.60 |       |
| 14                | 3       | 6    | Julia Hassler               | Liechtenstein  | 8:29.77 |       |
| 15                | 3       | 0    | Evelyn Verrasztó            | Hungria        | 8:30.42 |       |
| 16                | 3       | 3    | Tjasa Oder                  | Eslovénia      | 8:31.14 |       |
| 17                | 3       | 8    | Michelle Weber              | África do Sul  | 8:35.62 |       |
| 18                | 3       | 7    | Virginia Bardach            | Argentina      | 8:42.35 |       |
| 19                | 3       | 4    | Jessica Pengelly            | África do Sul  | 8:49.07 |       |
| 20                | 2       | 8    | Lani Cabrera                | Barbados       | 8:57.56 | NR    |
| 21                | 2       | 3    | Maria Gabriela Santis Mejia | Guatemala      | 8:59.19 |       |
| 22                | 3       | 9    | Raina Saumi Grahana         | Indonésia      | 8:59.74 |       |
| 23                | 2       | 5    | Daniela Miyahara            | Peru           | 9:01.06 |       |
| 24                | 2       | 7    | Fatima Eugenia Flores       | El Salvador    | 9:09.66 |       |
| 25                | 2       | 1    | Angie Galdamez              | Honduras       | 9:14.38 |       |
| 26                | 2       | 6    | Ana Semiruncic              | Moldávia       | 9:14.46 |       |
| 27                | 2       | 2    | Erika García-Naranjo        | Peru           | 9:21.55 |       |
| 28                | 2       | 4    | Valerie Gruest              | Guatemala      | 9:22.55 |       |
| 29                | 1       | 3    | Monica Saili                | Samoa          | 9:23.63 |       |

Legenda
| Recorde mundial       | Recorde mundial (World record)               |                       | Recorde africano                      | Recorde africano (African) |                                           | Q | Classificado por posição (Qualified) |
| Recorde do campeonato | Recorde do campeonato (Championship record)  | Recorde da América    | Recorde da América (Americas)         | q                          | Classificado por melhor tempo (Qualified) |   |                                      |
| Melhor marca do ano   | Melhor marca do ano (World leading)          | Recorde asiático      | Recorde asiático (Asian)              | DNS                        | Não largou (Did not start)                |   |                                      |
| Recorde nacional      | Recorde nacional (National record)           | Recorde europeu       | Recorde europeu (European)            | DNF                        | Não terminou (Did not finish)             |   |                                      |
| Recorde pessoal       | Recorde pessoal do atleta (Personal best)    | Recorde da Oceania    | Recorde da Oceania (Oceania)          | DSQ / DQ                   | Desclassificado (Disqualified)            |   |                                      |
| Recorde da temporada  | Recorde da temporada do atleta (Season best) | Recorde sul-americano | Recorde sul-americano (South America) | NM                         | Sem marca (No mark)                       |   |                                      |